# Iwan Dejanow
Iwan Dejanow (bułg. Иван Деянов, ur. 16 grudnia 1937, zm. 26 września 2018) – piłkarz bułgarski grający na pozycji bramkarza. W swojej karierze rozegrał 10 meczów w reprezentacji Bułgarii.

## Kariera klubowa
W swojej karierze piłkarskiej Dejanow grał w klubie Lokomotiw Sofia.

## Kariera reprezentacyjna
W reprezentacji Bułgarii Dejanow zadebiutował 23 kwietnia 1964 roku w przegranym 0:1 towarzyskim spotkaniu ze Związkiem Radzieckim. W 1966 roku był w kadrze Bułgarii na mistrzostwa świata w Anglii, jednak nie wystąpił w żadnym meczu tego turnieju. Od 1964 do 1966 roku rozegrał w kadrze narodowej 10 meczów.
| Mecze i gole w reprezentacji | Mecze i gole w reprezentacji | Mecze i gole w reprezentacji | Mecze i gole w reprezentacji | Mecze i gole w reprezentacji | Mecze i gole w reprezentacji | Mecze i gole w reprezentacji |
| #                            | Data                         | Stadion                      | Rywal                        | Wynik                        | Gol                          | Rozgrywki                    |
| 1964                         | 1964                         | 1964                         | 1964                         | 1964                         | 1964                         | 1964                         |
| ---------------------------- | ---------------------------- | ---------------------------- | ---------------------------- | ---------------------------- | ---------------------------- | ---------------------------- |
| 1.                           | 24.04.1964                   | Kijów, ZSRR                  | ZSRR                         | 0:1                          | 0                            | towarzyski                   |
| 2.                           | 03.05.1964                   | Bukareszt, Rumunia           | Rumunia                      | 1:2                          | 0                            | kwal. IO 1964                |
| 3.                           | 31.05.1964                   | Sofia, Bułgaria              | Rumunia                      | 0:1                          | 0                            | kwal. IO 1964                |
| 1965                         |                              |                              |                              |                              |                              |                              |
| 4.                           | 23.02.1965                   | Ateny, Grecja                | Grecja                       | 2:1                          | 0                            | towarzyski                   |
| 5.                           | 09.05.1965                   | Sofia, Bułgaria              | Turcja                       | 4:1                          | 0                            | towarzyski                   |
| 6.                           | 26.09.1965                   | Sofia, Bułgaria              | Belgia                       | 3:0                          | 0                            | el. MŚ 1966                  |
| 7.                           | 27.10.1965                   | Bruksela, Belgia             | Belgia                       | 0:5                          | 0                            | el. MŚ 1966                  |
| 8.                           | 21.11.1965                   | Ramat Gan, Izrael            | Izrael                       | 2:1                          | 0                            | el. MŚ 1966                  |
| 1966                         |                              |                              |                              |                              |                              |                              |
| 9.                           | 14.06.1966                   | Bolonia, Włochy              | Włochy                       | 1:6                          | 0                            | towarzyski                   |
| 10.                          | 06.11.1966                   | Sofia, Bułgaria              | Jugosławia                   | 6:1                          | 0                            | towarzyski                   |